# Povestea fără sfârșit
Povestea fără sfârșit (în germană Die unendliche Geschichte) este un roman fantastic scris de Michael Ende, publicat pentru prima dată în 1979. A fost adaptat mai târziu pentru marile ecrane în mai multe filme. Este considerat una din capodoperele literaturii pentru copii. Romanul a fost tradus în limba română de Yvette Davidescu, publicat la Polirom în 2005. O noua ediție apare la Editura Art în 2019 și 2021.

## Rezumat
În prima parte a cărții, Bastian citește despre Fantázia și ajunge să aibă un rol important în evenimentele din carte. Fantazia este distrusă de Nimic (das Nichts), un "ceva ce nu există". Cine se apropie de limitele acestuia simte atracția de a se arunca înăuntru și doar cu mari forțe se poate îndepărta; multe ființe vii s-au aruncat înăuntru fără voia lor, împinși de propria deznădejde. În acel moment el ajunge în lumea reală sub formă de minciună. Bastian citește despre Fantazia și la un moment dat intră în carte.
Pentru a opri înaintarea Nimicului, Împărăteasa Copilă încredințează lui Atreiu misiunea de a-l găsi pe cel care va salva regatul și pentru a-i încredința AYURIN, talismanul magic. Atreiu îl găsește pe Bastian și împreună încearcă să salveze Fantazia de invazia Nimicului. 
În a doua parte a cărții sunt introduse multiple motive psihologice: Bastian își acceptă egoismul, își cunoaște latura sa întunecată și înaintează într-o lume umbrită de dorințele sale. Dar el rămâne fără amintiri și este pe cale sa se transforme într-un om pierdut, în Falsa Împărăție. până la urmă el dăruiește AYURIN lui Atrieu și intră în AYURIN.

## Teme, motive și simboluri
Printre sursele de inspirație ale romanului-basm se numără fonduri mitologice multiple: figuri din mitologia elină, arabă, chineză se îngemănează aici într-un conglomerat inedit, formând un univers oniric unic în literatura europeană. Unele dintre ele au fost decelate de critică. Atreiu este uriașul Atreu din mitologia greacă, mâncătorul de stânci Scrasnicront e trolul Eddei nordice, Fuhur, balaurul–noroc, a fost construit după imaginea lui Fohl, dragonul porte-bonheur din mitologia chineză. De fapt orice literatură reiterează mituri demult uitate din istoria umanității: ”În orice operă de artă se poate descoperi un model–pattern original de obicei derivat din miturile fundamentale ale unei civilizații și care stilizează o atitudine sau un afect primordial din viața colectivității și a individului“. Ideea a fost preluată de Frye de la psihanalistul Carl Gustav Jung, cel care definea pentru prima oară acest inconștient colectiv, un soi de memorie a umanității în care miturile erau prezervate cu cea mai mare grijă. Tot Frye face observația că literatura continuă să resimtă atracția miturilor în mod continuu și va reveni întotdeauna la ele pentru că acestea “stilizează situațiile categoriale ale vieții”, literatura nefiind altceva decât “mitologie deplasată“.
Dar Michael Ende nu se mulțumește să preia miturile, ci le oferă sensuri noi și valențe neașteptate. Atreiu, desigur, își are originea în uriașul Atreu care își lua puterea din pământ: cât timp atingea pământul nu putea fi învins. în același timp, ca orice făptură a Fantaziei, el își datorează existența lui Bastian și implicit lumii oamenilor. În momentul în care se pierde contactul dintre cele două lumi, dintre cele două categorii de făpturi, imaginare și reale, se produce dezechilibrul.
Uyulala, glasul tăcerii infinite, se autocaracterizează în felul următor: ”Eu în lumină nu apar/așa cum te zăresc pe tine/Privirea nu are habar/Eu doar un sunet sunt în ceas/Acesta-i trupul meu: un glas“. 
Modelul originar al acestui personaj pare să fie nimfa Echo, care sub impulsul dragostei pentru Narcis a devenit ecou; Uyulala, ca de altfel și Echo, este o ființă alcătuită numai din glas. Făptura ei nu poate fi decât auzită, pentru că e acolo unde răsună. Dar în plus Uyulala întruchipează și poezia, forța care este capabilă să deceleze misterele creației, ”lava imaginației a cărei erupție impiedică un cutremur“. Poezia pare a fi pentru lumea oamenilor ceea ce e Crăiasa Copilă pentru Fantazia. Ea este reprezentanta sufletului, a lumii interioare în totalitatea ei. Conform lui Novalis ea este cea care întrerupe existența străină de propria-i existență, conferindu-i un sens, întrerupe starea obișnuită, viața obișnuită, pentru a ne înnoi și a păstra mereu viu modul în care percepem viața”.
La rândul său, motivul mitologic al Sfinxului este amplificat. În cartea lui Ende sfinxul nu este doar cel ce pune întrebări, cum se petrece în mitul oedipian, ci cei (căci sunt doi sfincși) ce îl supun pe Atreiu unui adevărat ritual inițiatic, testându-i curajul. Înainte de a ajunge în dreptul sfincșilor Atreiu trăiește teama și la nivel organic, o teamă care îi îngreunează pașii, care aproape că îl doboară la pământ. Dar după ce trece de ei își dă seama că de aici înainte nu o să-i mai fie frică niciodată.
Șarpele Ouroboros, cel care își mușcă coada, are o valență mitologică specială: el împiedică creația să se dezintegreze, înconjurând-o cu un cerc continuu; el este simbolul manifestării și al resorbției ciclice, veșnica prefacere a morții în viață, căci își înfige colții cu venin în propriul trup  sau, cum spune Bachelard, el reprezintă “dialectica materială a morții și a vieții, moartea ce iese din viață și viața izvorâtă din moarte“ . Amintind de forma cercului, motivul șarpelui Ouroboros se referă în special la dinamica acestuia, la funcția sa de primă roată, în aparență imobilă, căci se învârte pe loc, dar a cărei mișcare este infinită, căci reîncepe veșnic din sine. În cartea lui Ende, Ouroborosul nu este doar promotorul vieții (căci el păzește apele vieții), ci și acela al duratei: el creează timpul, el este poarta de acces spre lumea reală, spre universul temporal obișnuit al oamenilor. Acest simbol mai poate fi de asemenea analizat din perspectiva importanței imaginației. În mitologia egipteană oceanul apei primordiale care înconjura pământul era simbolizat printr-un șarpe cu coada în gură . Păzind apa vieții, Ouroborosul păzește de fapt forțele creative ale umanității, cele care pot da sens, varietate, frumusețe și dinamism vieții oamenilor. În foarte multe mitologii șarpele are și o valoare sapiențială, iar uneori este un agent al inițierii ca în povestirea lui Mircea Eliade, Șarpele. 
Dacă luăm în considerare afirmația lui Yor, minerul orb, că Fantazia se află pe fundamente de vise uitate, atunci Ouroborosul este cel care susține acest univers oniric pentru că, după cum spune C.G. Jung  figura geometrică a cercului apare în vis sub forma unui șarpe de cele mai multe ori, șarpe care descrie un cerc in jurul persoanei care visează. Sufletul lumii (anima mundi) posedă, după Platon, o sfericitate armonioasă .
În paranteză fie spus, recunoaștem multe din reflexele psihologiei jungiene oglindite în “Povestea fără sfârșit“, în special cele legate de problematica onirică. Visul, pentru Jung, este un fenomen cu totul natural și nu se poate discerne nici un motiv care să ne facă să credem că ar fi o invenție vicleană menită să ne înșele. El se are loc atunci când conștiința și voința sunt în mare parte stinse. Este constituit în mare parte din material colectiv, tot așa cum în mitologia sau folclorul anumitor popoare anumite motive numite arhetipuri se repetă în formă aproape identică. Tot astfel, Crăiasa Copilă ar fi corespondentul inconștientului, al anime, simbolul maternității prin excelență, cea care asigură stabilitate și echilibru lumii…
Este interesant de analizat în acest roman relația extrem de complexă dintre Fantazia și lumea oamenilor, dintre imaginarul poveștilor universale și realitatea noastră. În acest sens Pascal Tremblay numea “Povestea fără sfârșit” ca fiind o “veritabilă pledoarie pentru imaginație“ .
Noțiunea de imaginație poate fi mai bine înțeleasă pornindu-se de la noțiunea de imagine, derivată din latinescul ”imago-imaginis” care înseamnă reprezentare, portret, aparență. Corespunde grecescului ”eikon” (chip) și “fantasmă“ (aparență). Imaginația este definită în dicționar ca însemnând ”închipuire, viziune, fantezie”.
Multă vreme imaginația a fost definită ca un proces de combinare a imaginilor, ceea ce se potrivește numai imaginației artistice. Dar procesul creator în știință comportă mai multe sinteze în domeniul ideilor, al abstracțiunilor. De imaginație dă dovadă și coregraful, ea putându-se observa chiar în comportamentul unor sportivi. Astfel încât azi putem defini imaginația ca fiind acel proces psihic al cărui rezultat îl constituie obținerea unor reacții, fenomene psihice noi pe plan cognitiv, afectiv sau motor. 
Deci nu vorbim de imaginație doar în pictură sau poezie, ci și în matematici sau balet. Chiar și în domeniul afectiv poeții pot aduce un sunet nou. Originalitatea unui poet, să zicem Marin Sorescu, nu constă numai în metaforele sale, ci și în modul de a trăi diferite situații și evenimente. Într-un fel au trăit iubirea poeții romantici, și altfel o simte un poet contemporan. Ei insuflă anumite atitudini care uneori devin o modă.
Imaginația, după S. T. Coleridge, poet englez, este “forța care unește contrariile: identitatea cu deosebirea, generalul cu concretul, ideea cu imaginea, individualul cu reprezentativul, judecata lucidă și mereu trează cu entuziasmul profund și vehement. Ea este esențialmente vitală, dinamică, este forța vie și principalul mijlocitor al întregii percepții umane și repetarea în spirit infinit al eternului act de creație din infinitul “sunt“ . Putem deci observa covârșitoarea ei importanță pentru integritatea psihologică a individului. Pierderea interesului pentru feerie, fantastic și inedit aduce platitudine și urât în universul nostru existențial și totodată sărăcirea universului imaginar, devenit desuet prin neglijarea lui.
Anticarul Koreander enunță la sfârșitul romanului o afirmație paradoxală, anume că orice poveste adevărată este o poveste fără sfârșit. Cu alte cuvinte, Fantazia nu este doar o închipuire maladivă a oamenilor, ci un univers indestructibil legat de lumea noastră, univers care progresează sau regresează tot în funcție de ea, mai precis în funcție de acele persoane-lianți care asigură coeziunea celor două lumi. Unii oameni însă, abrutizați de universal cotidian steril și monocord au facultatea imaginativă paralizată și, mai grav, ajung să-i contamineze pe alții cu această stare mentală, după cum îi dezvăluie Gmork, vârcolacul, lui Atreiu. Citind discuția dintre cei doi, Bastian constată lucid această situație: ”Acum știa că nu numai Fantazia era bolnavă, ci și lumea oamenilor. Una era în legătură cu cealaltă. De fapt, o resimțise întotdeauna fără a-și putea explica însă de ce era așa. Nu voise niciodată să se mulțumească cu gândul că viața trebuie să fie atât de cenușie și monotonă, lipsită de minuni și mistere, după cum afirmau toți cei ce spuneau mereu: așa e viața... acum însă știa că oamenii trebuiau să meargă în Fantazia pentru a însănătoși amândouă lumile“ . 
Tot Gmork îi dezvăluie lui Atreiu faptul că această categorie de oameni produc un dublu rău, neputându-se totuși separa de mituri, simboluri, povești, deoarece, după cum observa Mircea Eliade în eseul “Sacru și Profan”, acestea țin de substanța vieții spirituale pe care vrând-nevrând, trebuie să și-o asume chiar și omul desacralizat. El poate camufla, degrada, mutila aceste mituri și simboluri, dar niciodată extirpa. Mituri pe jumătate uitate, hierofanii decăzute, simboluri dezafectate, un întreg deșeu mitologic a supraviețuit în omul modern, dar și-a pierdut puterea germinativă și mai ales credibilitatea :oamenii au ajuns să le considere minciuni; Gmork îi caracterizează foarte succint: sunt acei oameni care se cred foarte deștepți și își închipuie că slujesc adevarul și își dau cea mai mare silință în a-i convinge până și pe copii că Fantazia nu există. Un exemplu din literatură ar fi acel businessman la care Micul prinț din cartea lui Saint–Exupery ajunge în căutarea planetei Pământ; el contabilizează stelele pentru a le avea în posesie, dar nu le privește nici o clipă ca pe niște frumuseți ale universului ceresc, ci ca pe niște simple proprietăți.
Anticarul Koreander face o tipologie în legătură cu relația oamenilor cu Fantazia și îi introduce pe aceștia de mai sus într-o primă categorie. O a doua categorie constituie tocmai reversul medaliei: oamenii care au ajuns în Fantazia dar nu vor să se mai întoarcă în lumea lor și ajung să nu mai poată deosebi aparența de realitate. Pentru această a doua categorie, acest deșeu mitologic de care vorbea Mircea Eliade, a luat locul rațiunii, cu alte cuvinte făpturile Fantaziei au devenit după spusele lui Gmork “idei fixe“, adică boli psihice ; e vorba de acei oameni internați în azile psihiatrice, oameni al căror univers imaginar răvășit și sincopat transpus în Fantazia a dus la apariția Orașului Foștilor Împărați, univers pe care îl vom analiza mai târziu.
O a treia categorie a oamenilor se duc în Fantazia dar se și întorc înapoi, iar aceștia îmbogățesc amândouă lumile. Unul dintre ei este amintit în “Povestea fără sfârșit“, e vorba de Shakespeare, în care romanticul Schlegel vedea “focarul propriu-zis, esența imaginației, a fanteziei romantice”. La rândul său Novalis făcea observația că Shakespeare se ridică deasupra limbii și deasupra epocii sale; limba nu l-a putut înlănțui, deoarece posibilitățile limbii abia pot răspunde soliei, tăriei spiritului său . Dar desigur, îi putem aminti și pe alți mari creatori: Goethe, Hugo, etc.
Și totuși, ne-am putea întreba, cum are loc această însănătoșire a celor două lumi? Este ilustrativ în acest sens cazul lui Hans Christian Andersen. Unul din basmele sale intitulat “Fata din soc“ povestește viața a doi bătrâni cărora o driadă, a cărui adevărat nume este Amintirea, le îngăduie să-și retrăiască bucuriile existenței din copilărie până la bătrânețe; tot Amintirea le spune celor doi bătrâni la un moment dat: “Poveștile cele mai minunate ies din viața cea de toate zilele“  Putem spune deci că “Fata din soc” este poate basmul programatic al lui Andersen, cel care conține ideea–cheie a operei sale: evenimentele vieții profane pot fi sublimate în fantastic, conferindu-li-se frumuseți și nuanțe nebănuite. Astfel, în multe dintre basmele lui Andresen, unele personaje imită trăsăturile unor persoane pe care autorul le-a cunoscut îndeaproape. Basmul “N-a fost bună la nimic" i-a fost inspirat de viața chinuită a mamei sale care muncea din greu pentru a-și întreține fiul, asemeni spălătoresei din povestea amintită. “Fetița cu chibriturile“ o are ca model al eroinei pe sora sa Maria, pierdută de mică în vălmășagul capitalei. ”Mica sirenă “reflecta dragostea sa profundă pentru Luise Collin, a cărei căsătorie cu altul l-a îndurerat profund pe Andersen. Celei din urmă iubite ale sa, cântăreața Jenny Lind, supranumită "privighetoarea Nordului“, H.C. Andersen i-a consacrat basmul “Privighetoarea“.
Cum ajunge însă Bastian să salveze ambele lumi? Reușește acest lucru aducându-i tatălui său din apa vieții, aducând cu alte cuvinte ineditul, feeria, povestea, bucuria în viața lui, povestindu-i întâmplările din Fantazia, reușind să compenseze astfel pierderea suferită prin moartea mamei. Astfel, istorisirea poveștii are semnificația unui gest întemeietor de unire a celor două lumi. În prefața basmelor populare, Frații Grimm  atrag atenția asupra importanței covârșitoare a basmului, a feeriei, pentru integritatea sufletească a individului: ”Acolo unde basmele sunt încă vii, ele trăiesc în așa fel, încât nu te gândești să apreciezi dacă sunt bune sau nu, dacă sunt poetice sau șerbede, pur și simplu le știi și le îndrăgești, pentru că le-ai preluat așa și te bucuri de ele fără a avea un motiv să o faci …această însușire înnobilează poezia populară, încât te face să o iubești chiar împotriva voinței. Ușor se va putea observa că ea nu s-a aciuat decât colo unde a existat o mai vie receptivitate pentru poezie sau o imaginație încă nesecată de absurditățile vieții. Ceea ce a bucurat , emoționat și educat în fel și chip, fără încetare de-a lungul timpului, poartă în esență necesitatea existenței sale și a izvorât, fără îndoială, din acel pârâu veșnic, care întreține viața, chiar dacă este vorba de o singură picătură, prinsă de o frunzuliță, de un simplu strop ce strălucește totuși în revărsarea roșiatică a răsăritului de soare“.

## Ecranizări
- Poveste fără sfârșit, film din 1984 regizat de Wolfgang Petersen